# Viohalco
Viohalco (gr. Βιοχάλκο) – pochodzące z Grecji przedsiębiorstwo przemysłowe z siedzibą w Brukseli.
Spółka została założona w 1937 roku jako Greckie Zakłady Miedziowe (Ελληνική Εταιρεία Χαλκού Α.Ε). W 1947 roku jej akcje zostały wprowadzone na Giełdę Papierów Wartościowych w Atenach. W latach 50. XX wieku rozbudowano park maszynowy, uruchamiając m.in. nowoczesną walcownię aluminium (w późniejszym czasie zarządzaną przez spółkę zależną Elval). W tym czasie zmieniono nazwę firmy na Greckie Zakłady Miedziowe i Aluminiowe (Βιομηχανία Χαλκού και Αλουμινίου Κομπανί). Nazwa Viohalco pochodzi od skrótu greckiej nazwy.
Firma rozwijała się i inwestowała w wielu europejskich krajach, w 2002 roku miała udziały m.in. w brytyjskim przedsiębiorstwie Bridgnorth Aluminium, bułgarskich spółkach Stomana Industry i Sofia Med, rumuńskiej Icme Ecab czy greckiej Corinth Pipeworks. W 2011 roku przejęła producenta kabli podmorskich Fulgor, wydłużając swój łańcuch produktów. 22 listopada 2013 r. zadebiutowała na giełdzie Euronext.
Viohalco dużo zainwestowało w Rumunii, Bułgarii i Wielkiej Brytanii, a ostatnio zawarło poważną umowę na produkcję stali z firmą z siedzibą w USA.
Przed kryzysem finansowym Viohalco, było największym przetwórcą metali w Grecji, 13-tą firmą w tym kraju pod względem wartości rynkowej (811 mln euro), materiały sprzedawane za granicą stanowiły ok. 10% greckiego eksportu. W 2013 roku, po zanotowaniu strat przez pięć kolejnych lat z rzędu, spółka zdecydowała się na przeniesienie głównej siedziby z Aten do Brukseli.